# Corentin (bande dessinée)
Pour les articles homonymes, voir Corentin.
Corentin est une série de bande dessinée créée par Paul Cuvelier et publiée à partir de 1950. Elle met en scène Corentin Feldoë, un adolescent courageux et serviable, proche dans l'esprit de Alix de Jacques Martin.

## Auteurs
Les dessins sont de Paul Cuvelier, puis de Christophe Simon. Les scénarios sont de Paul Cuvelier, puis Jacques Van Melkebeke, Greg, et Jean Van Hamme. La mise en couleurs est de Cuvelier, puis Cécile Vergult, Alexandre Carpentier.

## Trame
Jeune Breton orphelin, Corentin échappe à son tuteur et navigue jusqu'en Inde, où il rencontre Kim et où il connaît la plupart de ses aventures. Il ne revient en Bretagne que lors du Poignard magique.

## Albums de bande dessinée

### Éditions originales
- Corentin, Le Lombard :

1. Les Extraordinaires Aventures de Corentin (Paul Cuvelier et Jacques Van Melkebeke), 1950[1].
2. Les Nouvelles Aventures de Corentin (Paul Cuvelier et Jacques Van Melkebeke), 1952.
3. Corentin chez les Peaux-Rouges (Paul Cuvelier et Albert Weinberg), 1956.
4. Le Poignard magique (Paul Cuvelier et Michel Greg), 1963.
5. Le Signe du cobra (Paul Cuvelier et Jacques Acar), 1969[2].
6. Le Prince des sables (Paul Cuvelier et Jean Van Hamme), 1970.
7. Le Royaume des eaux noires (Paul Cuvelier et Jean Van Hamme), 1974.
8. Les Trois Perles de Sa-Skya (Christophe Simon et Jean Van Hamme), 2016  (ISBN 9782803635788)[3].

### Réédition aux éditionsLe Lombard

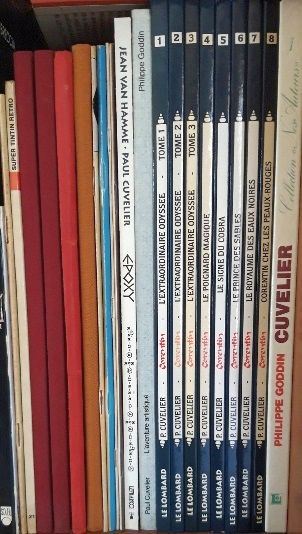
Les Aventures de Corentin.

Une réédition complète et restaurée de Corentin est publiée de 1996 à 1998, aux éditions du Lombard, dans laquelle les deux premiers volumes de l'édition originale sont divisés en trois albums.
1. L'Extraordinaire Odyssée - Tome 1, 1996  (ISBN 2803609940).
2. L'Extraordinaire Odyssée - Tome 2, 1996  (ISBN 2803610450).
3. L'Extraordinaire Odyssée - Tome 3, 1996  (ISBN 2803610868).
4. Le Poignard Magique, 1996  (ISBN 2803611457).
5. Le Signe du Cobra, 1996  (ISBN 2803612003).
6. Le Prince des sables, 1996  (ISBN 2803612232).
7. Le Royaume des Eaux Noire, 1997  (ISBN 280361250X).
8. Corentin et les Peaux-Rouges, 1998  (ISBN 2803612747).

### Édition intégrale
- Corentin, Le Lombard :

1. Intégrale 1, 2010  (ISBN 9782803626762).
2. Intégrale 2, 2010  (ISBN 9782803627363).

## Textes illustrés
- Jean Van Hamme, Les Trois Perles de Sa-Skya, dans Tintin Pocket Sélection n° 30, 4e trim. 1975, 29 pages. Contient un préambule de 2 pages de Vanam (l'action est aux Indes).

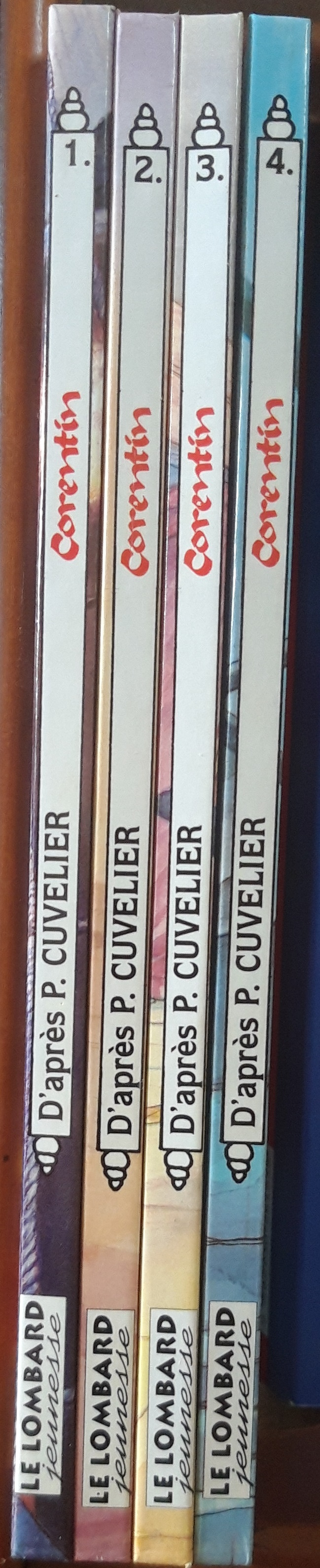
Corentin jeunesse.

- Jean Cheville (texte) et Nadine Forster (dessin), Corentin, Le Lombard, coll. « Jeunesse » :

1. Le Départ de la Destinée, 1995  (ISBN 2873890126).
2. Danger à Messine, 1995  (ISBN 2873890134).
3. La Colère de Zeus, 1995  (ISBN 2873890142).
4. Prisonniers du Caire, 1995  (ISBN 2873890150).

## Distinctions
- 1974 : Prix Saint-Michel du Meilleur Dessin Réaliste à Cuvelier, pour cette série.

## Adaptation en dessin animé
Les Voyages de Corentin est une série d'animation de 26 épisodes de 25 minutes chacun produits en 1994 par Media-Films TV et Saban International Paris. La série a été diffusée sur Canal+, France 3 et la RTBF. Le projet était prévu par Raymond Leblanc depuis 1987.